# Botswana Badminton Association
Die Botswana Badminton Association (BBA) ist die oberste nationale administrative Organisation in der Sportart Badminton in Botswana. Sitz des Verbandes ist Gaborone.

## Geschichte
Badminton wurde durch englische Kolonialisten nach Botswana gebracht. Zentren waren die Minen Orapa, Selibe Phikwe und Jwaneng, später ergänzt um die Städte Gaborone und Francistown. In den 1980er Jahren war Badminton im Land weit verbreitet, zur Verbandsgründung kam es jedoch erst im Jahr 1990 unter Ishmael Bhamjee, nachdem ein erster Versuch 1985 gescheitert war. Die BBA gehört dem BNSC, der Badminton Confederation of Africa und der Badminton World Federation an.

## Bedeutende Veranstaltungen, Turniere und Ligen
- Botswana International
- Einzelmeisterschaften

## Bedeutende Persönlichkeiten
- Ishmael Bhamjee (Gründungspräsident 1990)
- Tjiyapo Mokobi-Mokhosoa (Präsidentin)